# Śnieżne Stawki
Śnieżne Stawki jsou soustavou malých ledovcových jezer na polské straně Krkonoš na dně Sněžných jam. Celkem se jedná o osm jezírek, z nichž dvě největší jsou Północny a Południowy Śnieżny Stawek. Zbývajících šest je uváděno jako vysychající, případně jsou dvě z nich uváděna jako stálá.

## Jezera
|    | název                     | rozloha (ha) | délka (m) | šířka (m) | m.hl. (m) | obvod (m) | n.v. (m) | Souřadnice                       |
| -- | ------------------------- | ------------ | --------- | --------- | --------- | --------- | -------- | -------------------------------- |
| I  | Północny Śnieżny Stawek   | 0,2211       | 80        | 35        | 1,5       | 318       | 1 247    | 50°47′00″ s. š., 15°33′47″ v. d. |
| II | Południowy Śnieżny Stawek | 0,1638       | 55        | 30        | 1,5       | 241       | 1 240    | 50°46′56″ s. š., 15°33′47″ v. d. |

Jako stálé jsou zmiňovaná také malé jezírko v nadmořské výšce 1157 m v dolní partii Malé Sněžné jámy nad její morénou, kterým protéká potok a podlouhlé jezírko o délce 30 m mezi druhou a třetí morénou ve Velké Sněžné jámě. Z nestálých jezer je největší nejvýše položené o rozměrech 40x17 m a hloubce 0,2 m, které se nachází u zelené turistické trasy. Zbývající tři se nacházejí pod druhou morénou (1106 a 1085 m).

## Vodní režim
Jezera jsou napájena tajícím sněhem a v létě dešťovými srážkami. Hladina dvou největších kolísá v závislosti na počasí a ročním období, maximální hloubka dosahuje 1,5 m. Jezera jsou bezodtoká a náleží do povodí Szklarky, jež ústí do Kamienne, která je přítokem Bóbru.

## Fauna
V jezírkách a okolí žije čolek horský. Drobné živočichy zastupují červi, měkkýši a plankton.

## Přístup
Dvě největší stálá a největší nestálé jezero jsou přístupná po  zelené turistické značce mezi rozcestími Mokre Rozdroże a Rozdroże pod Wielkim Szyszakiem.
- Přístup z horských chat:
  - po  žluté a  zelené značce z chaty Pod Łabskim Szczytem - 1¼ hodina (3,2 km)
  - po  modré,  červené (Cesta česko-polského přátelství),  modré a  zelené turistická značka z Martinovky - 1¾ hodina (3,8 km)
  - po  žluté a  zelené turistická značka z Vosecké boudy - 1¾ hodina (5 km)
  - po  žluté,  červené (Cesta česko-polského přátelství),  modré a  zelené turistická značka z Labské boudy - 2 hodina (5 km)
  - po  červené (Cesta česko-polského přátelství),  modré a  zelené turistická značka z Petrovky - 2¼ hodina (5,4 km)
- Od autobusových zastávek:
  - po  modré a  zelené turistická značka z autobusové zastávky Cieplice Zdrój, Dom Hauptmanna v Jagniątkówe - 3¼ hodina (6 km)
  - po  modré a  zelené turistická značka z autobusové zastávky Michałowice, Śnieżna - 3½ hodina (7,3 km)
  - po  žluté a  zelené turistická značka z autobusové zastávky Szklarska Poręba, autobusové nádraží přes chatu Pod Łabskim Szczytem - 3¾ hodina (8,6 km)